# Puchar Kontynentalny kobiet w kombinacji norweskiej 2020/2021
Puchar Kontynentalny kobiet w kombinacji norweskiej 2020/2021 – czwarta w historii edycja Pucharu Kontynentalnego kobiet w kombinacji norweskiej. Zawody były rozgrywane w Austrii i Rosji. 
Tytułu broniła Amerykanka Tara Geraghty-Moats oraz reprezentacja Norwegii w Pucharze Narodów. 
W tym sezonie najlepsza okazała się Austriaczka Sigrun Kleinrath, natomiast w Pucharze Narodów najlepsze były Austriaczki.

## Kalendarz i wyniki
| Lp. | Data             | Miejscowość | Konkurencja             | 1. miejsce           | 2. miejsce          | 3. miejsce       |
| --- | ---------------- | ----------- | ----------------------- | -------------------- | ------------------- | ---------------- |
| 1.  | 11 grudnia 2020  | Park City   | Gundersen HS100/5 km    | Odwołano             | Odwołano            | Odwołano         |
| 2.  | 12 grudnia 2020  | Park City   | Gundersen HS100/5 km    | Odwołano             | Odwołano            | Odwołano         |
| 3.  | 13 grudnia 2020  | Park City   | Gundersen HS100/5 km    | Odwołano             | Odwołano            | Odwołano         |
| 4.  | 22 stycznia 2021 | Eisenerz    | Gundersen HS109/5 km    | Gyda Westvold Hansen | Anju Nakamura       | Ayane Miyazaki   |
| 5.  | 23 stycznia 2021 | Eisenerz    | Gundersen HS109/5 km    | Gyda Westvold Hansen | Anju Nakamura       | Lisa Hirner      |
| 6.  | 24 stycznia 2021 | Eisenerz    | Gundersen HS109/5 km    | Gyda Westvold Hansen | Lisa Hirner         | Mari Leinan Lund |
| 7.  | 12 lutego 2021   | Rena        | Gundersen HS111/5 km    | Odwołano             | Odwołano            | Odwołano         |
| 8.  | 13 lutego 2021   | Rena        | Start masowy HS111/5 km | Odwołano             | Odwołano            | Odwołano         |
| 9.  | 14 lutego 2021   | Rena        | Gundersen HS111/5 km    | Odwołano             | Odwołano            | Odwołano         |
| 10. | 12 marca 2021    | Niżny Tagił | Gundersen HS97/5 km     | Tara Geraghty-Moats  | Sigrun Kleinrath    | Maria Gerboth    |
| 11. | 13 marca 2021    | Niżny Tagił | Start masowy HS97/5 km  | Tara Geraghty-Moats  | Stiefanija Nadymowa | Maria Gerboth    |
| 12. | 14 marca 2021    | Niżny Tagił | Gundersen HS97/7,5 km   | Tara Geraghty-Moats  | Sigrun Kleinrath    | Annalena Slamik  |

## Klasyfikacja generalna
| M.  | Zawodnik             | Punkty |
| --- | -------------------- | ------ |
| 1.  | Sigrun Kleinrath     | 320    |
| 2.  | Gyda Westvold Hansen | 300    |
| =   | Tara Geraghty-Moats  | 300    |
| 4.  | Lisa Hirner          | 243    |
| 5.  | Stiefanija Nadymowa  | 228    |
| 6.  | Annalena Slamik      | 182    |
| 7.  | Maria Gerboth        | 180    |
| 8.  | Anju Nakamura        | 160    |
| 9.  | Cindy Haasch         | 158    |
| 10. | Mari Leinan Lund     | 155    |

## Puchar Narodów
| Lp. | Państwo           | Punkty |
| --- | ----------------- | ------ |
| 1.  | Austria           | 1214   |
| 2.  | Norwegia          | 1053   |
| 3.  | Niemcy            | 877    |
| 4.  | Rosja             | 865    |
| 5.  | Japonia           | 697    |
| 6.  | Stany Zjednoczone | 550    |
| 7.  | Włochy            | 416    |
| 8.  | Słowenia          | 83     |
| 9.  | Francja           | 78     |
| 10. | Finlandia         | 24     |
| 11. | Wielka Brytania   | 2      |